# تارزان مرد گوریلی (فیلم ۱۹۸۱)
تارزان مرد گوریلی (انگلیسی: Tarzan, the Ape Man) یک فیلم ماجرایی به کارگردانی جان درک است که در سال ۱۹۸۱ منتشر شد.
فیلم اقتباس ضعیفی از رمان مشهور ادگار رایس باروز است و اینبار، ماجرا از دیدِ «جین» (همسر آیندهٔ تارزان) به تصویر در می‌آید.
در همان آغاز فیلم‌برداری، هنرپیشه اصلیِ تارزان، کنار گذاشته شد و بدل‌کار او، یعنی «مایلز اوکیف» جایگزین او شد و در نقش تارزان ایفایِ نقش نمود.
این فیلم با نقدهای منفی منتقدان سینما مواجه شد و آن را در فهرست «بدترین فیلم‌ها» قرار دادند و در همان سال نامزد دریافت جایزه تمشک طلایی در چندین رشته گردید که سرانجام نیز جایزه تمشک طلایی بدترین بازیگر نقش زن به «بو درک» تعلق گرفت.
با وجود این نقدها و بازخوردهای منفی، فیلم در فروش گیشه موفق بود و تنها در آمریکا ۳۶٬۵۶۵٬۲۸۰ دلار آمریکا فروش داشت.

## بازیگران
- بو درک در نقش «جین»
- مایلز اوکیف در نقش «تارزان»
- ریچارد هریس در نقش «جمیز پارکر»
- جان فیلیپ لا در نقش «هری هولت»
- ویلفرید هاید-وایت